# Anna Olsson (kajakarka)
Anna Gunilla Olsson (ur. 14 marca 1964 w Timrå) – szwedzka kajakarka. Wielokrotna medalistka olimpijska.
Na igrzyskach w Los Angeles w 1984 zdobyła dwa krążki: jeden złoty i jeden srebrny. Pod nieobecność państw bloku wschodniego zwyciężyła w dwójce wspólnie z Agnetą Andersson. W latach 90. dwukrotnie wchodziła w skład czwórki, która na igrzyskach olimpijskich zajmowała trzecie miejsce. Brała także udział w IO 88 i IO 2000. Stawała na podium mistrzostw świata (złoto w 1993).